# NBA All-Defensive Team 2020-2030
Cestisti inseriti nell'NBA All-Defensive Team per il periodo 2020-2030

## Elenco
| Grassetto | NBA Defensive Player of the Year Award |

| Stagione  |                           |                        |                      |                        |
| Stagione  | 1º quintetto              | 1º quintetto           | 2º quintetto         | 2º quintetto           |
| Stagione  | Giocatore                 | Squadra                | Giocatore            | Squadra                |
| --------- | ------------------------- | ---------------------- | -------------------- | ---------------------- |
| 2020-2021 | Rudy Gobert (5)           | Utah Jazz              | Kawhi Leonard (7)    | Los Angeles Clippers   |
| 2020-2021 | Draymond Green (6)        | Golden State Warriors  | Joel Embiid (3)      | Philadelphia 76ers     |
| 2020-2021 | Ben Simmons (2)           | Philadelphia 76ers     | Bam Adebayo (2)      | Miami Heat             |
| 2020-2021 | Giannīs Antetokounmpo (4) | Milwaukee Bucks        | Jimmy Butler (5)     | Miami Heat             |
| 2020-2021 | Jrue Holiday (3)          | Milwaukee Bucks        | Matisse Thybulle     | Philadelphia 76ers     |
| 2021-2022 | Marcus Smart (3)          | Boston Celtics         | Bam Adebayo (3)      | Miami Heat             |
| 2021-2022 | Giannīs Antetokounmpo (5) | Milwaukee Bucks        | Draymond Green (7)   | Golden State Warriors  |
| 2021-2022 | Mikal Bridges             | Phoenix Suns           | Jrue Holiday (4)     | Milwaukee Bucks        |
| 2021-2022 | Rudy Gobert (6)           | Utah Jazz              | Matisse Thybulle (2) | Philadelphia 76ers     |
| 2021-2022 | Jaren Jackson             | Memphis Grizzlies      | Robert Williams      | Boston Celtics         |
| 2022-2023 | Alex Caruso               | Chicago Bulls          | Bam Adebayo (4)      | Miami Heat             |
| 2022-2023 | Jrue Holiday (5)          | Milwaukee Bucks        | OG Anunoby           | Toronto Raptors        |
| 2022-2023 | Jaren Jackson (2)         | Memphis Grizzlies      | Dillon Brooks        | Memphis Grizzlies      |
| 2022-2023 | Brook Lopez (2)           | Milwaukee Bucks        | Draymond Green (8)   | Golden State Warriors  |
| 2022-2023 | Evan Mobley               | Cleveland Cavaliers    | Derrick White        | Boston Celtics         |
| 2023-2024 | Rudy Gobert (7)           | Minnesota Timberwolves | Jaden McDaniels      | Minnesota Timberwolves |
| 2023-2024 | Victor Wembanyama         | San Antonio Spurs      | Derrick White (2)    | Boston Celtics         |
| 2023-2024 | Bam Adebayo (5)           | Miami Heat             | Alex Caruso (2)      | Chicago Bulls          |
| 2023-2024 | Herbert Jones             | New Orleans Pelicans   | Jalen Suggs          | Orlando Magic          |
| 2023-2024 | Anthony Davis (5)         | Los Angeles Lakers     | Jrue Holiday (6)     | Boston Celtics         |